# فيل موريسون
فيل موريسون (بالإنجليزية: Phil Morrison)‏ هو مخرج أمريكي، ولد في 1968 في وينستون-سالم في الولايات المتحدة.

## وصلات خارجية
- فيل موريسون على موقع IMDb (الإنجليزية)
- فيل موريسون على موقع ألو سيني (الفرنسية)
- فيل موريسون على موقع أول موفي (الإنجليزية)
- فيل موريسون على موقع قاعدة بيانات الأفلام السويدية (السويدية)
- فيل موريسون على موقع قاعدة بيانات الفيلم (الإنجليزية)
- فيل موريسون على موقع كينوبويسك (الروسية)